# Álvarez Kelly
Álvarez Kelly es una película estadounidense de 1966, dirigida por Edward Dmytryk. Fue protagonizada por William Holden, Richard Widmark, Patrick O'Neal, Janice Rule y Victoria Shaw en los papeles principales. Esta película se basó en un acontecimiento real durante la guerra de Secesión.

## Argumento
Es el año 1864 y la guerra de Secesión está azotando a los Estados Unidos. El ganadero mexicano Álvarez Kelly no se interesa por la guerra, excepto por el dinero que pueda ganar en ella. En una ocasión es contratado para llevar una manada de ganado en un largo trayecto, para entregarlo al ejército de la Unión, en la persona del mayor unionista Albert Steadman, que lo espera en una plantación en Virginia. 
Pero el coronel confederado Tom Rossiter necesita desesperadamente el ganado para entregárselo a sus hambrientas tropas. Por ello los intercepta para apropiarse de la manada. El coronel contaba con  la complicidad de la hija de dueño de la plantación, Charity Warwick para raptar a Kelly como parte de un plan para desviar el ganado para la Confederación. Amenazado con ser fusilado si no coopera y después de perder un dedo por un disparo del coronel Rossiter para que supiese que todo va muy en serio, Kelly obedece, entrena a los confederados para el propósito y cruza con ellos la llamada Línea Mason-Dixon. Sin embargo él toma antes su venganza, cuando ayuda a la disconforme novia de Rossiter, Liz Pickering a huir del territorio confederado. Cuando Rossiter se entera, él piensa matarlo después de la misión. 
Después de neutralizar a los federales y apoderarse del ganado, al llegar el momento de abandonar la plantación, ellos deben cruzar un puente que ha sido fortificado y está defendido por 300 soldados del mayor Steadman y Rossiter solo tiene 100 hombres para enfrentarse a él. Kelly entonces le ofrece salvar el ganado, sus vidas y la posibilidad de cumplir la misión con éxito, si a cambio Rossiter deja sus intenciones de venganza hacia él. Rossiter accede a su oferta. Entonces Kelly ordena provocar una estampida del ganado para poder cruzar el puente. Comienza entonces una sangrienta batalla, en la cual Kelly salva de la muerte a un oficial confederado y Rossiter a su vez mata a uno sus propios soldados por querer matar a Kelly durante la batalla por haberle humillado durante su estancia como prisionero confederado. 
Finalmente la Unión es vencida en el combate gracias a la estampida inesperada de Kelly y el ganado cruza con Kelly, Rossiter y us hombres el puente estando así en territorio confederado seguro. Después de volar el puente para evitar otros ataques federales, Rossiter deja ir a Kelly. Los Confederados pudieron así llenar sus estómagos con el ganado capturado. Cuando Ulysses S. Grant se enteró de lo ocurrido, reaccionó furiosamente, mientras que Abraham Lincoln lo catalogó como el robo de ganado más astuto que jamás había llegado a oír.

## Reparto
- William Holden - Alvarez Kelly
- Richard Widmark - Coronel Tom Rossiter
- Janice Rule - Liz Pickering
- Patrick O'Neal - Mayor Albert Steadman
- Victoria Shaw - Charity Warwick
- Roger C. Carmel - Capitán Angus Ferguson
- Richard Rust - Sargento Hatcher
- Arthur Franz - Capitán Towers

## Marco histórico
La película se basó en un acontecimiento, que ocurrió en 1864. Se llamó el Beefsteak Raid. Fue una incursión de la caballería confederada que tuvo lugar en septiembre de 1864 como parte del sitio de Petersburgo durante la guerra civil americana. La misión era adquirir el ganado necesario para el consumo en Petersburgo y Richmond robándolo del enemigo. La misión tuvo éxito.